# Rose Mooney
Rose Mooney (nascuda el 1740) fou una arpista itinerant irlandesa del segle xviii, una època on la tradició itinerant estava a les acaballes.
Rose Mooney provenia d'una família pobre del Comtat de Meath. Igual que molts arpistes, era cega. Thady Elliott li va ensenyar a tocar. Amb la seva criada Mary de companya, va viatjar per tota Irlanda visitant diferents competicions d'arpa.
Va participar en el Festival d'Arpa de Granard, on va quedar tercera durant la primera edició i segona i tercera les edicions posteriors. També va participar en el Festival d'Arpa de Belfast, del qual no es coneix el resultat que va obtenir.
Les circumstàncies de la seva mort no es coneixen amb precisió